# Francisco Sierralta
Francisco Andrés Sierralta Carvallo (* 6. května 1997, Las Condes) je chilský fotbalový obránce hrající za anglický Watford FC.

## Klubová kariéra
Sierralta je odchovancem klubu CD Universidad Católica z chilského hlavního města Santiago de Chile. V roce 2014 přestoupil do španělské Granady, která ho poslala zpět na hostování. V prvním týmu debutoval 8. července 2015 v pohárovém utkání proti AC Barnechea. Ligový debut odehrál 26. září téhož roku proti CD Huachipato. Sezonu 2016/2017 odehrál na hostování v jiném týmu ze Santiaga, v CD Palestino. V srpnu 2017 přestoupil do italského Udinese Calcio, které ho obratem poslalo na roční hostování do Parmy. Poté mu bylo hostování v Parmě o rok prodlouženo. V lednu 2020 byl poslán na půlroční hostování do Empoli. V září 2020 přestoupil do druholigovém anglickém Watfordu, kde podepsal tříletou smlouvu.

## Reprezentační kariéra
Sierralta odehrál 6 utkání za reprezentaci do 20 let. V seniorské reprezentaci debutoval 8. června 2018 v přátelském utkání s Polskem. V říjnu 2020 nastoupil ke dvěma utkáním kvalifikace na MS 2022.